# Bianca di Valois
Bianca di Valois (1316 – Praga, 1º agosto 1348) è stata la più giovane figlia di Carlo di Valois e della terza moglie, Mahaut di Châtillon. Per matrimonio divenne Regina di Germania.

## Famiglia natale
I suoi nonni paterni erano Filippo III di Francia e Isabella d'Aragona; quelli materni erano Guido IV conte di Saint-Pol, e Maria di Bretagna, figlia a sua volta di Giovanni II, duca di Bretagna, e Beatrice d'Inghilterra; quest'ultima era una figlia di Enrico III d'Inghilterra ed Eleonora di Provenza.
Sorella di Bianca era Isabella di Valois, che sposò il duca Pietro I di Borbone e fu madre di Giovanna di Borbone, regina di Francia; altra sorella era invece Maria di Valois, che sposò il duca di Calabria, Carlo, e fu madre di Giovanna I di Napoli.

## Matrimonio
Nel 1328 Bianca sposò Carlo di Boemia, figlio maggiore di Giovanni I di Boemia ed Elisabetta di Boemia. Essi ebbero tre figli:
- figlio maschio (n. 1334), morto giovane;[1]
- Margherita (1335-1349), sposò Luigi I d'Ungheria;
- Caterina (19 agosto 1342 – 26 aprile 1395), sposò in prime nozze Rodolfo IV, duca d'Austria, e in seconde nozze, Ottone V, duca di Baviera.

L'11 luglio 1346 Carlo venne eletto re di Germania, in opposizione all'imperatore Ludovico IV; la sua elezione era supportata da Papa Clemente VI, che si trovava in conflitto con Ludovico. Carlo veniva in generale considerato come una marionetta nelle mani del Papa; Guglielmo di Ockham lo definì rex clericorum.
Mentre il conflitto in Germania proseguiva, il suocero di Bianca, Giovanni di Boemia fu un alleato di Filippo VI di Francia. Giovanni morì durante la battaglia di Crécy, il 26 agosto 1346; Carlo riuscire a lasciare il campo di battaglia quasi illeso e succedette al trono di Boemia, cosicché Bianca divenne la sua regina consorte.
L'11 ottobre 1347 Ludovico IV morì improvvisamente e Carlo ottenne sempre maggiori consensi sulla sua posizione di re di Germania; Bianca morì prima che Carlo venisse incoronato come incontrastato governante della Germania il 25 luglio 1349.

## Antenati
|                        |                       |                         | Genitori                           |  |  | Nonni |  |  | Bisnonni            |  |  | Trisnonni             |  |
|                        |                       |                         |                                    |  |  |       |  |  | Luigi IX di Francia |  |  | Luigi VIII di Francia |  |
|                        |                       |                         |                                    |  |  |       |  |  | Luigi IX di Francia |  |  | Luigi VIII di Francia |  |
|                        |                       | Bianca di Castiglia     |                                    |  |  |       |  |  | Luigi IX di Francia |  |  |                       |  |
| Filippo III di Francia |                       |                         |                                    |  |  |       |  |  | Luigi IX di Francia |  |  |                       |  |
|                        |                       | Margherita di Provenza  | Raimondo Berengario IV di Provenza |  |  |       |  |  |                     |  |  |                       |  |
|                        |                       | Margherita di Provenza  | Raimondo Berengario IV di Provenza |  |  |       |  |  |                     |  |  |                       |  |
|                        |                       | Margherita di Provenza  | Beatrice di Savoia                 |  |  |       |  |  |                     |  |  |                       |  |
| Carlo di Valois        |                       | Margherita di Provenza  |                                    |  |  |       |  |  |                     |  |  |                       |  |
|                        |                       | Giacomo I d'Aragona     | Pietro II di Aragona               |  |  |       |  |  |                     |  |  |                       |  |
|                        |                       | Giacomo I d'Aragona     | Pietro II di Aragona               |  |  |       |  |  |                     |  |  |                       |  |
|                        |                       | Giacomo I d'Aragona     | Maria di Montpellier               |  |  |       |  |  |                     |  |  |                       |  |
| Isabella d'Aragona     |                       | Giacomo I d'Aragona     |                                    |  |  |       |  |  |                     |  |  |                       |  |
|                        |                       | Iolanda d'Ungheria      | Andrea II d'Ungheria               |  |  |       |  |  |                     |  |  |                       |  |
|                        |                       | Iolanda d'Ungheria      | Andrea II d'Ungheria               |  |  |       |  |  |                     |  |  |                       |  |
|                        |                       | Iolanda d'Ungheria      | Iolanda di Courtenay               |  |  |       |  |  |                     |  |  |                       |  |
| Bianca di Valois       |                       | Iolanda d'Ungheria      |                                    |  |  |       |  |  |                     |  |  |                       |  |
|                        | Guido II di Châtillon | Ugo I di Blois          |                                    |  |  |       |  |  |                     |  |  |                       |  |
|                        | Guido II di Châtillon | Ugo I di Blois          |                                    |  |  |       |  |  |                     |  |  |                       |  |
|                        | Guido II di Châtillon | Maria di Blois          |                                    |  |  |       |  |  |                     |  |  |                       |  |
| Guido III di Châtillon | Guido II di Châtillon |                         |                                    |  |  |       |  |  |                     |  |  |                       |  |
|                        |                       | Matilde di Brabante     | Enrico II di Brabante              |  |  |       |  |  |                     |  |  |                       |  |
|                        |                       | Matilde di Brabante     | Enrico II di Brabante              |  |  |       |  |  |                     |  |  |                       |  |
|                        |                       | Matilde di Brabante     | Maria di Svevia                    |  |  |       |  |  |                     |  |  |                       |  |
| Mahaut di Châtillon    |                       | Matilde di Brabante     |                                    |  |  |       |  |  |                     |  |  |                       |  |
|                        |                       | Giovanni II di Bretagna | Giovanni I di Bretagna             |  |  |       |  |  |                     |  |  |                       |  |
|                        |                       | Giovanni II di Bretagna | Giovanni I di Bretagna             |  |  |       |  |  |                     |  |  |                       |  |
|                        |                       | Giovanni II di Bretagna | Bianca di Navarra                  |  |  |       |  |  |                     |  |  |                       |  |
| Maria di Bretagna      |                       | Giovanni II di Bretagna |                                    |  |  |       |  |  |                     |  |  |                       |  |
|                        |                       | Beatrice d'Inghilterra  | Enrico III d'Inghilterra           |  |  |       |  |  |                     |  |  |                       |  |
|                        |                       | Beatrice d'Inghilterra  | Enrico III d'Inghilterra           |  |  |       |  |  |                     |  |  |                       |  |
|                        |                       | Beatrice d'Inghilterra  | Eleonora di Provenza               |  |  |       |  |  |                     |  |  |                       |  |
|                        |                       | Beatrice d'Inghilterra  |                                    |  |  |       |  |  |                     |  |  |                       |  |